# Kusong
Kusŏng (Hán Việt: Quy Thành) là một thành phố thuộc tỉnh Pyongan Bắc của Bắc Triều Tiên. Thành phố giáp với Taegwan ở phía bắc, Taechon ở phía đông, Kwaksan và Chongju ở phía nam, và Chonma ở phía bắc. Điểm cao nhất là Chongryongsan (청룡산, 920 m). Thành phố có diện tích 652,5 km², dân số là 196.515 người, trong đó có 155.181 cư dân đô thị.
Nhiệt độ trung bình năm là 8,2 °C, trong đó nhiệt độ trung bình tháng giêng là -9,6 °C và trung bình tháng 8 là 23,3 °C. Lượng mưa trung bình năm là 1300mm. 22% diện tích là đất trồng trọt; 64% diện tích là rừng.
Các cơ sở giáo dục nằm tại Kusong bao gồm Đại học Cơ khí Kusong và Đại học Công nghiệp Kusong. Các di tích lịch sử bao gồm cung Kuju từ thời Cao Ly.

## Hành chính
Thành phố được chia thành 25 phường (dong, động) và 18 xã (ri, lý).
- Dongmundong, Seong-andong, Yeogjeondong, Cheongnyeondong, Saenaldong, Saegoldong, Seoseongdong, Namsandong, Baegseogdong, Bangjigdong, Gwaildong, Seosandong, Ligudong, Sangdandong, Yanghadong, Sangseogdong, Un-yangdong, Chaheung 1 dong, Chaheung 2 dong, Yagsudong, Banghyeondong, Baeg-undong, Sinheung 1 dong, Sinheung 2 dong, Namchangdong
- Geumpungli, Dongsanli, Lyongpungli, Namsanli, Obongli, Gilyongli, Namheungli, Joyangli, Cheongsongli, Balsanli, Wonjinli, Daeanli, Cheonglyongli, Jungbangli, Baegsanli, Unpungli, Sinpungli, Geumsanli